# Justino de Azcárate
Justino de Azcárate y Flórez (Madrid, 28 de junio de 1903-Caracas, 17 de mayo de 1989) fue un abogado y político español de ideología liberal y republicana.

## Biografía
Al igual que su hermano mayor Pablo de Azcárate, estudió en la Institución Libre de Enseñanza, de acuerdo con la tradición liberal y republicana de su familia; era sobrino de Gumersindo de Azcárate. Profesor de Derecho Político, en los años veinte ingresó en el Partido Reformista de Melquíades Álvarez, desde cuyas filas asiste a la proclamación de la Segunda República en 1931.
Formó parte, junto a intelectuales como José Ortega y Gasset o Gregorio Marañón de la Agrupación al Servicio de la República, plataforma cuyo objetivo principal era la implantación de la República en España. En 1931, el grupo obtuvo 16 diputados, siendo Justino de Azcárate elegido diputado por León, y convirtiéndose en el secretario del grupo. Fue subsecretario de Gracia y Justicia en el gobierno de Manuel Azaña en 1931.
Tras la disolución del grupo en 1932, por divergencias sobre la trayectoria del gobierno izquierdista del primer bienio republicano, participó en un nuevo proyecto político, la formación del Partido Nacional Republicano, impulsado por Felipe Sánchez Román, organización que de cara a las elecciones de 1936 rechazó integrarse en el Frente Popular por la participación en éste del Partido Comunista de España.
Al estallar la guerra civil española, el 18 de julio, Azcárate fue nombrado ministro de Estado (Exteriores) en el efímero gobierno de Diego Martínez Barrio, pero no llegó a tomar posesión del cargo, ya que se encontraba en León, que quedó inmediatamente en manos de los sublevados. Pocos días después fue detenido por un grupo de falangistas en Burgos y trasladado a Valladolid, donde permaneció encarcelado casi año y medio, hasta que fue canjeado por el falangista Raimundo Fernández-Cuesta. Un primo suyo, Gumersindo de Azcárate, no tuvo tanta suerte y fue fusilado después de haber sido hecho prisionero tras la conquista de Bilbao.
Una vez que fue liberado, en lugar de trasladarse a la zona republicana, permaneció en Francia y desde allí trató de «trabajar en todo lo que sirviera de acercamiento entre ambos bandos», a través del movimiento Paz Civil en España. 
Tras el fin de la guerra, se exilió definitivamente en Venezuela, de donde no volvería hasta la muerte de Franco. En 1977 regresó a España y fue designado senador por designación real en las primeras Cortes que se eligieron durante la Transición, integrándose en el grupo parlamentario Agrupación Independiente, compuesto exclusivamente por senadores de designación real y del que fue portavoz. En 1979 fue elegido senador, en las listas de la Unión de Centro Democrático, por la circunscripción de León.
Posteriormente militó en el Partido Reformista Democrático, de cuya comisión ejecutiva fue miembro. De 1980 a 1987 fue el presidente de la asociación por la conservación del Patrimonio Histórico español Hispania Nostra y en 1982 fue nombrado presidente del Patronato del Museo del Prado.
| Predecesor: Augusto Barcia Trelles | Ministro de Estado de España 1936 | Sucesor: Augusto Barcia Trelles |